# Pseudocoremia pergrata
Pseudocoremia pergrata är en fjärilsart som beskrevs av Alfred Philpott 1930. Pseudocoremia pergrata ingår i släktet Pseudocoremia och familjen mätare. Inga underarter finns listade i Catalogue of Life.